# Lernstrategie
Lernstrategien sind Handlungspläne zur Steuerung des eigenen Lernens. Neben Verhaltensweisen umfassen sie nach einer bekannten Definition von Heinz Mandl und Helmut F. Friedrich auch Gedanken, die lernende Personen aktivieren, um den Prozess des Wissenserwerbs und ihre Motivation zu beeinflussen. Jeder Mensch verfügt über verschiedene Lernstrategien.
Lernstrategien werden sowohl bewusst als auch unbewusst angewandt. Sie unterscheiden sich je nach den Erfordernissen des Lerngegenstandes, der allgemeinen Situation, die das Lernen erforderlich macht, und dem individuellen Lernstil. Lernstrategien sind auf das Lernziel ausgerichtet und tragen dazu bei, mit Hilfe eines effizienten Lernprozesses ein gutes Ergebnis zu erreichen.
Für Mandl und Friedrich sind Lernstrategien Schlüsselelemente der Lern- und Methodenkompetenz.

## Definition
Lernstrategien sind nach Friedrich und Mandl „Handlungssequenzen zur Erreichung eines Lernziels“. Dieselben Autoren bezeichnen Lernstrategien als „jene Verhaltensweisen und Gedanken, die Lernende aktivieren, um ihre Motivation und den Prozess des Wissenserwerbs zu beeinflussen und zu steuern“. Damit wird der Fokus auf den Prozess (Vorgang) der aktiven und individuellen Wissenskonstruktion gelegt, der durch den Einsatz von Lernstrategien unterstützt wird.
Lompscher (1996) kommt zu folgenden Überlegungen und Erkenntnissen:
Lernstrategien
1. werden bezüglich der Art und Weise der Handlungsausführung individuell unterschiedlich gehandhabt,
2. sind in die Struktur und den Kontext einer Tätigkeit mit konkreten Motiven, Bedingungen und Mitteln eingebettet,
3. sind gleichermaßen das Ergebnis von Lernprozessen in unterschiedlichen Tätigkeiten und subjektive Voraussetzungen für das Lernen,
4. entstehen entweder durch die unbewusste Ausrichtung an den jeweiligen Tätigkeitsbedingungen oder durch bewusste Orientierung auf bestimmte Ziele und Aufgaben,
5. können sich in Abhängigkeit von den Entstehungs- und Realisierungsbedingungen in unterschiedliche Richtungen entwickeln: Generalisierung oder Spezifizierung, Entfaltung oder Reduktion, Bewusstwerdung oder Automatisierung,
6. stehen in Wechselwirkung mit Motivation, Emotion, Kognition und Volition,
7. können durch pädagogische oder andere Tätigkeitsgestaltung gefördert oder auch behindert werden.

## Lernstrategieforschung
Die Lernstrategieforschung (siehe Artelt und Moschner, 2006) wirft darüber hinaus die Frage auf, wie die Anwendung von Lernstrategien zuverlässig untersucht und erfasst werden kann; zum Zweiten wird versucht, die Wirkung von Lernstrategien auf den Lernerfolg nachweisbar zu machen. Generell lässt sich ein positiver Einfluss von Lernstrategien auf den Lernerfolg ausmachen. Dies gilt aber nur bei zweckangemessenem Einsatz und bei ausreichender Geübtheit. Von Lernenden selbst berichtete Lernstrategien sagen Unterschiede im Lernerfolg nicht voraus; dies gilt lediglich für tatsächlich eingesetzte Lernstrategien. Tiefenstrategien fördern das Wissen; sie sind außerdem Mediatoren für emotionale Faktoren wie Hemmung und Interesse, die sich also indirekt über den Einsatz von Strategien auf den Lernerfolg auswirken.

## Klassifikation von Lernstrategien

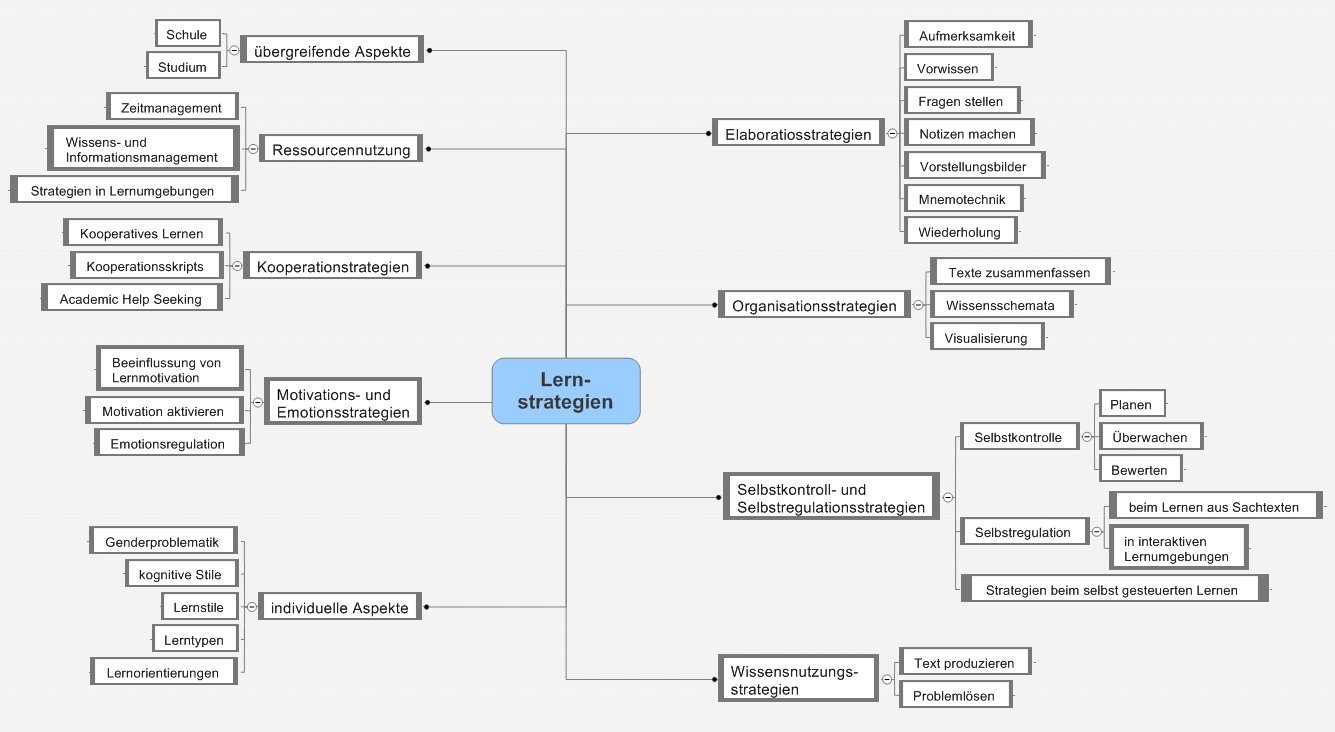
Lernstrategien nach Mandl und Friedrich (2006)

Zur Strukturierung des komplexen Gegenstands schlagen Mandl und Friedrich eine Klassifikation der unterschiedlichen Lernstrategien vor:
Kognitive Strategien dienen dabei hauptsächlich der Erarbeitung, Strukturierung und Nutzung von Wissen. Sie müssen vom Einzelnen selbst erarbeitet und gefestigt werden, um eine Nutzung der Metakognition erst zu ermöglichen. Die metakognitiven Strategien werden hauptsächlich dazu genutzt, bereits vorhandenes Wissen zu überprüfen und neue Fakten einzuordnen. Sie sind somit ein wichtiger Prozess der Selbstkontrolle und Selbstregulation. Ein besseres Abspeichern des Wissens und dessen Abrufbarkeit wird durch motivational-emotionale Stützstrategien erreicht, die von jedem Menschen eingesetzt werden. Dies bedeutet, dass jedes erlernte Wissen mit einem Gefühl zusammen abgespeichert wird, was es für den Fall des neuerlichen Gebrauchs nutzbar macht. Kooperationsstrategien dienen der Entlastung einzelner Hirnregionen und machen den Lernstoff leichter zugänglich. Sie sind eng verknüpft mit den Strategien zur Ressourcennutzung. Diese sind ebenso wie die Kooperationsstrategien notwendig, um Lernen überhaupt sinnvoll zu ermöglichen. Jeder Mensch setzt für das Lernen individuelle, habituelle und geschlechtsspezifische Lernstile ein.
Wiederholungsstrategien dienen dazu, Wissen, das erlernt werden soll, in wörtlicher Form im Arbeitsgedächtnis aktiv zu halten und so die Voraussetzung dafür zu schaffen, dass die Informationen in das Langzeitgedächtnis überführt werden können. Beispiele dafür sind:
- Texte abschreiben
- wiederholtes Aufsagen.

Elaborationsstrategien Durch Elaboration soll versucht werden, bereits vorhandenes Vorwissen über einen Gegenstandsbereich zu aktivieren und neues Wissen mit diesem zu verknüpfen. Typische Elaborationsstrategien sind z. B.
- sich Beispiele überlegen
- gelerntes mit eigenen Worten formulieren.

Organisationsstrategien sollen helfen, innerhalb eines neuen Wissensbereiches Ordnungsbeziehungen herauszuarbeiten, um sich so ein kohärentes Bild vom Thema aufzubauen. Organisationsstrategien sind beispielsweise
- Zusammenfassungen von Texten schreiben
- Mindmaps zu einem Themenbereich erstellen.

### Kognitive und metakognitive Strategien
Die unmittelbaren Kontroll-, Regulations- und Planungsmechanismen, die in Lernprozessen zum Einsatz kommen, werden als metakognitive Strategien bezeichnet. In (etwas unscharfer) Abgrenzung dazu umfassen kognitive Lernstrategien all jene Prozesse, die der unmittelbaren Informationsaufnahme, Informationsverarbeitung und Informationsspeicherung dienen. Sie stellen in Bezug auf die Prozesse der Wissenskonstruktion beim Lernen (sowohl beim formellen, d. h. institutionell verankerten als auch beim informellen, d. h. außerhalb von Bildungsinstitutionen/privat stattfindenden Lernen, (siehe „informelles Lernen“)) zentrale Handlungsweisen dar:
Elaborationsstrategien dienen dem Verstehen und dem auf Dauer angelegten Behalten neuer Informationen: „Zentrales Prinzip von Elaborationsstrategien ist, neue Information in bestehende Wissensstrukturen (z. B. Vorwissen, Vorstellungsbilder) zu integrieren, was den späteren Abruf erleichtert“. Einzelstrategien der Erarbeitung sind:
- Aufmerksamkeit wecken/herstellen
- Vorwissen aktivieren
- Fragen stellen
- Notizen machen
- Vorstellungsbilder generieren
- Mnemotechniken anwenden (hier findet sich eine anwenderfreundliche Darstellung bei Schuster und Dumpert (2007))
- variantenreiches Wiederholen

Organisationstechniken zielen dagegen darauf ab, die Informationsfülle auf das Wesentliche zu reduzieren, „neues Wissen zu organisieren und zu strukturieren, indem die zwischen den Wissenselementen bestehenden Zusammenhänge herausgearbeitet werden“. Sie sind nicht nur effektive Verstehensstrategien, sondern auch effiziente Abrufhilfen zur Wiedergabe von Inhalten des Langzeitgedächtnisses:
- Zusammenfassen von Textinformationen
- Nutzung von Wissensschemata
- Einsatz externer Visualisierung (z. B. Mindmaps bzw. Concept-Maps)

Selbstkontroll- und Selbstregulationsstrategien beziehen sich auf die situations- und aufgabenangemessene Steuerung der Lernprozesse; als metakognitive und selbstreflexive Komponenten laufen sie quasi über den kognitiven Prozessen ab und regulieren das Denken über die eigenen Denk- und Lernprozesse:
- Planung von Lernen
- Überwachung von Lernen
- Bewertung von Lernen.

Wissensnutzungsstrategien sollen dazu beitragen, „einem typischen Lernproblem entgegenzuwirken: dem Problem des „trägen Wissens“ (träges Wissen bzw. inert knowledge), welches darin besteht, dass erlerntes und unter Umständen reproduzierbares Wissen in Anwendungs- und Transfersituationen mangels Einübung nicht aktiviert und genutzt werden kann“. Dem dienen:
- Schreiben von Texten
- Lösen von Problemen
- Argumentieren/Diskutieren im sozialen Kontext.

### Motivations- und Emotionsstrategien
Strategien in diesem Bereich sind:
- Beeinflussung der Lernmotivation (z. B. sich selbst Ziele setzen)
- Aktivierung verschiedener Komponenten der Lernmotivation (z. B. Leistungsmotiv, thematisches Interesse, Kompetenzerleben etc.)
- Emotionsregulation (z. B. Umgang mit Frustrationen) (s. a. Coping)
- Gestaltung der Lernumgebung
- Konzentration fördern, z. B. durch kurze Pausen, Lernen während circadianen Leistungshochs

Es wird angenommen, „dass motivational-emotionale Bedingungen und Strategien das Lernen eher indirekt beeinflussen, indem sie sich beispielsweise auf das Ausmaß an investierter Anstrengung/Ausdauer, auf die Aufgabenauswahl (z. B. Schwierigkeit, Inhalt der von einer Person gewählten Lernaufgaben) sowie auf die Wahl entsprechender kognitiver und metakognitiver Lernstrategien auswirken“.

### Kooperationsstrategien
Lernen besitzt – als Wissenskonstruktion gefasst – grundlegend eine sehr individuelle Ausrichtung; es findet allerdings ebenso häufig in Kommunikation und Interaktion mit anderen statt. Sozial-interaktive Lernformen können sich – unter der Voraussetzung, dass sie sinnvoll gestaltet sind – „auf die Motivation, selbst zu lernen, auf die Motivation, andere zum Lernen zu motivieren sowie auf die Motivation, anderen beim Lernen zu helfen“ positiv auswirken. Insofern das eigene Lernen positiv beeinflusst wird, sind erfolgversprechende Lernstrategien:
- gemeinsames Lernen (in unterschiedlichen Gruppen)
- Hilfesuchverhalten (z. B. Academic Help Seeking)

### Ressourcenmanagement
Notwendige Ressourcen und Rahmenbedingungen der Lernprozesse können durch entsprechende Koordinations- und Managementprozesse begleitet werden:
- Zeitmanagement
- Informations- und Wissensmanagement (z. B. die Frage, wann, wo und wie notwendige/geeignete Informationen zu bekommen sind)

### Individuelle und habituelle Aspekte
des Einsatzes von Lernstrategien sind sowohl als Voraussetzung wie auch als Zieldimension geglückter Lernprozesse von Interesse. Die Unterschiedlichkeit der Lernenden drückt sich einerseits in durchaus individuellen Denk- und Lernstilen aus, andererseits sind Veränderungen in der Lernorientierung (siehe unten) erwünschte Effekte von Lehr- und Lernprozessen:
- kognitive Stile
- Lernstile
- Lernorientierungen
- Geschlechtsspezifität (Genderproblematik)

### Domänenspezifische Strategien
Eine Domäne ist ein bestimmter Wissensbereich, und domänenspezifische Strategien helfen, Probleme in diesem Wissensbereich zu lösen. Domänenspezifische Strategien werden also, im Gegensatz zu allgemeinen Strategien, auf einem engeren Wissensgebiet angewendet, sie sind jedoch wesentlich effektiver als allgemeine Strategien und führen fast immer zu Ergebnissen. Mit zunehmender Erfahrung wächst und verfeinert sich das Wissen der Strategieanwender, es bildet sich Expertise. Dieses Expertenwissen ist ein prozedurales Wissen.
Prozedurales Wissen ist praktisch brauchbares Wissen, das aus der Kenntnis vieler Produktionsregeln und Prozeduren zur Problemlösung besteht und das oft in Form von automatisierten und insofern unbewussten Verarbeitungsroutinen auftritt. Mit Hilfe des Expertenwissens gelingt es noch schneller zu noch besseren Lösungen von Problemen zu gelangen. Andererseits ist es für andere Wissensbereiche zu spezifisch und es wird weniger Transfer auf neue Problemstellungen möglich.
Expertenwissen entsteht nicht durch theoretische Ausbildung, sondern durch praktisches Anwenden von Faktenwissen auf die Lösung von Problemen. Somit kann sich die Art der Strategie von Experten von der von Anfängern unterscheiden. Generell kann man sagen, dass sich domänenspezifische Strategien nur anhand authentischer Problemstellungen erlernen lassen. Domänenspezifische Strategien spielen im Zusammenhang mit dem Ansatz des problemorientierten Lernens und dem Cognitive Apprenticeship-Ansatz eine wichtige Rolle. Es geht hierbei darum, den Lernenden gleichzeitig Wissen und Strategien zur Anwendung dieses Wissens sowie Kontrollstrategien zur Kontrolle des eigenen Lernens anhand von authentischen Problemen zu vermitteln.

## Lernstrategien fördern und verändern
Der bewusste Umgang mit eigenen Lernstrategien eröffnet die Möglichkeit, das Lernen zu optimieren („Das Lernen lernen“). Automatisierte Strategien können demnach – z. B. beim Auftreten von Lernschwierigkeiten – bewusst gemacht und danach korrigiert oder verworfen werden. Andererseits können bewusst angewandte Lernstrategien – neu angeeignete oder bereits vorhandene, die verändert wurden – allmählich automatisiert werden, wobei die Bewusstseinsfähigkeit jedoch erhalten bleibt.
Die allgemeine Herausforderung des gezielten Umgangs mit Lernstrategien besteht darin, die Lernleistung zur Erreichung eines Lernziels zu erhöhen.
Grundsätzlich lassen sich Lernstrategien als Teil von Schlüsselqualifikationen unabhängig vom jeweiligen Fachgebiet entwickeln. Es gilt jedoch zu bedenken: „Die durch Lernstrategietraining (direkte Förderung) erworbene Kompetenz verkümmert, wenn sie nicht auf Lernumgebungen trifft, in denen sie herausgefordert wird, in denen Aufgaben gestellt werden, welche die strategische Kompetenz abrufen (indirekte Förderung). Umgekehrt gilt aber auch, dass Lernumgebungen, die auf Aktivierung von Lernstrategien angelegt sind, dies nicht bei allen Lernenden tun, sofern diesen die individuellen Voraussetzungen hierfür fehlen“.
Die Förderung von Lernstrategien kann individuell oder im Kollektiv erfolgen. Bei der individuellen Förderung werden die Maßnahmen, wie Beratungsgespräche oder das Erteilen spezifischer Hausaufgaben, konsequent auf die Bedürfnisse der Lernenden angepasst. Auf kollektiver Ebene wird in der Literatur zwischen der indirekten und direkten Förderung von Lernstrategien unterschieden. Beim indirekten Förderansatz steht im Vordergrund der Fachinhalt und nicht die Strategievermittlung. Es wird davon ausgegangen, dass Lernende die im Fachunterricht vermittelten Lernstrategien unbewusst übernehmen.
Beim direkten Förderansatz werden die Lernstrategien gezielt geschult und den Lernenden bewusst gemacht. Dabei sind drei verschiedene Vorgehensweisen möglich: In einem eigenständigen Fach werden generelle Lernstrategien gefördert, die Lernende selbstständig in verschiedenen Fächern und bei verschiedenen Aufgaben anwenden sollen. Ziel ist, dass Lernende ein umfassendes Lernstrategierepertoire erwerben. Die Förderung kann auch integriert im Unterricht erfolgen. Es werden dann solche Lernstrategien gefördert, die für ein bestimmtes Fach für nötig befunden werden. Schließlich ist bei der direkten Lernstrategieförderung auch die Kombination möglich. Generelle Lernstrategien werden in einem eigenständigen Fach zunächst vermittelt und bewusst gemacht, um danach im Fachunterricht gezielt angewendet und evaluiert zu werden. Von dieser Vorgehensweise erhofft man sich, dass Lernende deklaratives, prozedurales und konditionales Strategiewissen erwerben, um dieses in verschiedenen Lernsituationen einsetzen zu können.
Siehe auch die Prozessorientierung (Fremdsprachenunterricht), welche Strategien fördern soll, mit denen Lernende ihr Lernen kontrollieren können.